# Notopleura pyramidata
Notopleura pyramidata är en måreväxtart som beskrevs av Charlotte M. Taylor. Notopleura pyramidata ingår i släktet Notopleura och familjen måreväxter. Inga underarter finns listade i Catalogue of Life.